# Токійсько-Тібський промисловий район

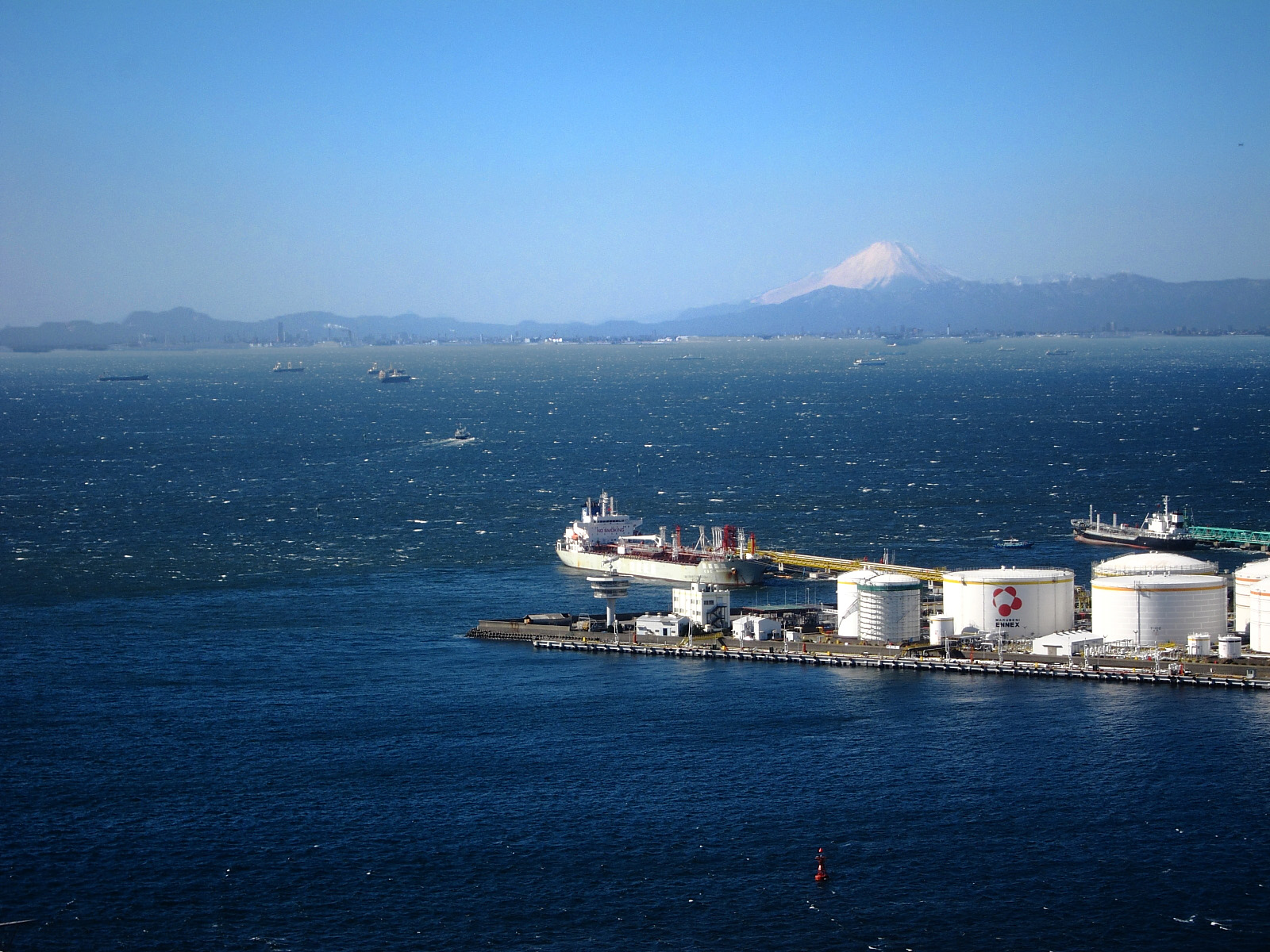
Порт Тіба

Токі́йсько-Чі́бський промисло́вий райо́н (яп. 京葉工業地帯, けいようこうぎょうちたい, МФА: [keːjoː koːgʲoː t͡ɕi̥tai̯]) — важкопромисловий район у Східній Японії. Розташований на вздовж північного і східного берегів Токійської затоки. Простягається від міста Ураясу до міста Фуццу префектури Тіба, на схід від японської столиці Токіо. Створений після Другої світової війни в результаті розбудови Токійсько-Йокогамського промислового району.
В районі розташовані великі заводи машинобудівної (16,2%), металургійної (19,8%), хімічної (39,2%), харчової промисловостей (12,4%), а також численні теплові електростанції та нафтопереробні комбінати. Центр району розміщено в порті міста Тіба.

## Центри
- Ічікава — металургія.
- Ічіхара — металургія, хімічна промисловість, нафтопереробка.
- Кіміцу — металургія.
- Кісарадзу — металургія.
- Содеґаура — хімічна промисловість, нафтопереробка.
- Тіба — металургія, хімічна промисловість, нафтопереробка.
- Ураясу — харчова промисловість.
- Фунабаші — харчова промисловість.
- Фуццу — металургія.